# Stella cadente (romanzo)
Stella cadente è un romanzo di fantascienza di Alberto Costantini, vincitore nel 2006 del Premio Urania 2005 (premio che l'autore aveva già vinto nel 2003 con Terre accanto).
Il romanzo è una ucronia ambientata in Italia che si sviluppa in tre periodi storici distinti e si basa sul tema, comune a molte opere di fantascienza, del primo contatto tra esseri umani ed extraterrestri. Diversi personaggi, per ammissione dello stesso autore, sono costruiti su figure realmente esistite nei periodi storici che attraversa il romanzo: ad esempio Durante Fiorentino è Dante Alighieri nel capitolo del medioevo.

## Trama

### Medioevo
A Buoso, un templare, viene affidato il compito di condurre alcuni studiosi in una località della Pianura Padana piuttosto malsana, ridotta ad una fangosa palude putrida in cui sembra avvengano strani accadimenti come la scomparsa di alcuni abitanti del luogo. In giro vi è infatti la voce che un mostro abiti la palude e si nutra di esseri umani.
Quando il gruppo raggiunge il luogo si rende conto che la nebbia avvolgente e il rumore di fondo come di tamburi nasconodono un mistero più grande di quanto avessero immaginato. Un essere dalle forme cangianti sembra uscire dalla terra e iniettare strani aghi nella pelle di chi trova sulla propria strada. Seguendo le sue tracce il gruppo trova un passaggio sepolto che conduce ad un ambiente singolare: trovano così delle teche di vetro con alcune persone all'interno immerse in un misterioso liquido, tra cui gente scomparsa del luogo e altri dai tratti fisici mai visti. 
Il gruppo riesce a liberare alcune di queste cavie umane e dopo essere stati attaccati nuovamente dal mostro riescono in qualche modo a uccidere la creatura con spade e lance. Ma proprio quando il pericolo sembra scampato altre creature si risvegliano. Il gruppo allora fa esplodere un incendio e quella che pare un'astronave si leva in volo e svanisce nello spazio.

### 1866
Secoli dopo gli accadimenti avvenuti nella località La Brusà, il ronzio ininterrotto e il tremore del terreno tornano a farsi sentire. La confraternita di San Giorgio, rimasta segretamente di guardia alla palude, si prepara quindi al nuovo scontro con la bestia, che pensavano fosse morta nel medioevo. Ma dall'Austria arriva un gruppo di scienziati intenzionati a scoprire e studiare cosa si nasconde sotto il terreno della pianura.
Con l'aiuto dei militari iniziano quindi a scavare nella zona, nonostante i cittadini tentino in tutti i modi di scongiurare la seconda venuta della bestia immonda. Gli scienziati finalmente trovano l'ingresso a quello che sembra un bunker. Avendo questi studiato tutto il materiale medievale pervenuto loro, sanno già cosa aspettarsi, ma quando i primi uomini iniziano a scomparire nel nulla si vedono costretti ad allearsi alla popolazione locale per lottare contro il mostro spaziale. Si introducono quindi nelle viscere della terra e liberano quante più persone possibile. 
Scoprono a questo punto diversi sottolivelli tra cui camere per la vivisezione e una sala di controllo. Infine trovano il luogo in cui i padroni dell'astronave riposano mentre le loro sentinelle compiono gli esperimenti su ogni essere vivente con cui vengono a contatto. Ma a questo punto si rendono conto che l'unica cosa possibile è scappare e seppellire nuovamente la nave, in modo da tenerla nascosta finché la tecnologia non avesse permesso un migliore studio del mezzo. Cementano quindi l'ingresso della nave e lasciano la palude, sigillando tutte le foto scattate e i documenti con l'ordine di aprirli soltanto nel 1941.

### 1945
I nazisti hanno eretto un bunker in un paese di provincia e approfittando della confusione della guerra e dell'armistizio con gli italiani scavano indisturbati nelle viscere della terra alla ricerca di qualcosa. Un americano viene mandato quindi ad ispezionare lo scavo per scoprire se i tedeschi hanno in serbo per i nemici un qualche tipo di arma nascosta.
L'americano si inserisce all'interno del bunker con una spia italiana che finge di essere una infermiera tedesca. In questo modo i due scoprono che i tedeschi hanno ritrovato una immensa nave spaziale piantata a fondo nel terreno. I due vengono però scoperti ma fortunatamente viene loro risparmiata la vita dallo scienziato in carico che afferma di essere un grande fan dell'americano, che in realtà è uno scrittore di fantascienza. 
Si scopre quindi che i tedeschi vogliono far loro la tecnologia degli alieni per usarla contro i nemici, ma soprattutto risvegliare la razza superiore che si nasconde negli ultimi livelli della struttura. In seguito però ad un esperimento conclusosi male nella nave, completamente in mano ai tedeschi, inizia ad aggirarsi una sentinella aliena. A questo punto le due spie riescono a fuggire. I successivi bombardamenti mettono fuori combattimento i tedeschi che tentano comunque di trasferire alcune teche con gli extraterrestri dormienti in un luogo sicuro. Le due spie riescono a sventare il piano e finalmente risvegliano dal sonno millenario gli invasori.
Questi, prese le forme di esseri umani, si scusano per quanto accaduto affermando che le loro sentinelle hanno iniziato a comportarsi in modo sbagliato infliggendo all'umanità perdite indesiderate da loro. Spiegano che sono da sempre stati un popolo migratore per via delle difficili condizioni del loro pianeta madre. 
Mentre gli alieni si confrontano con i loro liberatori, in un disperato gesto lo scienziato tedesco a carico degli scavi accende i motori dell'astronave e in qualche modo vola via, portando con sé il carico delle migliaia di extraterrestri ancora dormienti. Gli alieni risvegliati rimangono così sulla Terra e decidono di integrarsi con il resto degli esseri umani.

## Struttura
Il romanzo si divide in tre parti e per questo i protagonisti cambiano di epoca in epoca. Ma la struttura principale non varia minimamente e può essere riassunta in questo modo: 
1. I protagonisti si incontrano e si organizzano per risolvere i misteri legati alla palude
2. Una volta sul posto raccolgono informazioni
3. I protagonisti decidono di entrare nel bunker sotterraneo
4. Avviene uno scontro
5. I protagonisti escono dalla nave

Mentre i primi due "episodi" sono del tutto simili, quasi identici, nel modo in cui la storia evolve, il terzo capitolo si distingue per via della conclusione dello stesso romanzo che fornisce tutte le risposte ai misteri che rimanevano irrisolti. 

## Composizione del numero di Urania
1. Romanzo
2. L'autore (ritratto di Alberto Costantini - con breve biografia e analisi del suo romanzo)
3. Cinema (voci e schermi coreani)
4. Libri (extraterrestri e scomunicati)
5. Interventi (animali da favola)

## Edizioni
- Alberto Costantini, Stella cadente, collana Urania n° 1516, Mondadori, 2006,  p. 221.